# Augusta (AVA)
Augusta AVA fue la primera AVA federal aprobada en obtener el estatus el 20 de junio de 1980, ocho meses antes que el Valle de NAPA AVA en el norte de California. Localizado completamente en el estado de Misuri, los límites de esta región de vino está compuesta por 15 millas alrededor de la ciudad de Augusta cerca de la intersección del condado de St. Charles, condado de Warren y el condado de Franklin.

## Geografía y suelo
Localizado a 40 millas (64 km) al oeste de Saint Louis a lo largo del Río Misuri, el área es conocida por su terreno inundable y llanuras aluviales que se encuentran a lo largo del río. El suelo en esta área es un tipo de limo conocido como Hayne Silt-Loam considerado como la composición más pesada de la arcilla en las áreas más cercanas al río pero tiene concentraciones de limo en las elevaciones más altas donde se encuentran la mayoría de los viñedos.